# Principado de Zugesbucht
El Principado de Zugesbucht (llamada  oficialmente en inglés Principality of Zugesbucht) es una micronación cuya forma de gobierno es la de Monarquía absoluta.

## Localización
Está localizado en el condado de Caithness, Escocia (Reino Unido).

## Organización territorial
Lo forman cuatro territorios, divididos en ocho archiducados, 24 ducados, 96 condados y 864 baronías, aunque la mayoría de ellos todavía están sin designar:
- Territorio de Buchtlauf, formado por los archiducados de Buchtlauf y Nobelburg, ducado de Bälch-Wölfing, condados de Mühle, Zupestria, Kieferinseln, Impalenburg, Wurmhöhle, Cazell, Reinmut, Klein, Heinz, Ottenmark, Antrim, Roget, Lambert y Mandell; y baronías de Mühleschwester, Mora und Salcedo, Schönstrom, Thornton, MacAmbuzio, Piercing, Cantodassala, Chaussier, Biscayne, Pflogmann, Ottenburg, Aetarr, Claddah y Burgonet.

- Territorio de Adelshügel, formado por el archiducado de Vesa, los ducados de Toben, Ziere y Thornton, los condados de Ruestland, Südland, Maximilianburg, Hofmeister, Gesundgebirge y Nelson y las baronías de Gutwald, Eichenlaub, Nelson y Wade.

- Territorios de Wald und Hogh-Harnasch y Bergstein, formados por los archiducados de Wald und Hogh-Harnasch y Bergstein.

- Territorio de Glencairn, formado por el archiducado de Nelson y el ducado de Grochowski.